# Hommage aux professeurs
Pour les articles homonymes, voir hommage.
Hommage aux professeurs (en persan : بزرگداشت معلم, Bozorgdasht-e mo'allem) est un court métrage dramatique iranien sorti en 1977, écrit et réalisé par Abbas Kiarostami.

## Fiche technique
- Titre : Hommage aux professeurs
- Titre original : Bozorgdasht-e mo'Allem
- Réalisation et scénario : Abbas Kiarostami
- Pays de production :  Iran
- Format : couleur - son mono
- Genre : court métrage dramatique
- Durée : 20 minutes
- Date de sortie : 1977